# Roppongi Hills Residences
Les Roppongi Hills Residences (六本木ヒルズ・レジデンスＣ棟) sont un ensemble de trois bâtiments  construits à Tokyo de 2000 à 2003 dans l'arrondissement de Minato-ku dans le quartier de Roppongi.
L'ensemble est composé de deux gratte-ciel identiques, les Roppongi Hills Residences B et C de 159 mètres de hauteur et 43 étages, et d'une tour de 73 mètres de hauteur et 18 étages, la Roppongi Hills Residences D.
L'ensemble a été conçu par les architectes des agences Conran & Partners, Nikken Housing System, et de l'agence américaine The Jerde Partnership,
C'est l'un des très rares gratte-ciels japonais conçu en partie par un architecte occidental.
Les trois bâtiments font partie du complexe Roppongi Hills qui comprend également la Roppongi Hills Mori Tower ainsi que d'autres bâtiments.